# Georg Friedrich Schlatter
Georg Friedrich Schlatter (* 16. Dezember 1799 in Weinheim (Bergstraße); † 3. November 1875 ebenda) war ein evangelischer Pfarrer und der Alterspräsident des badischen Revolutionsparlaments von 1849, weswegen er als Hochverräter verurteilt und aus dem Kirchendienst entlassen wurde.

## Herkunft und Studium

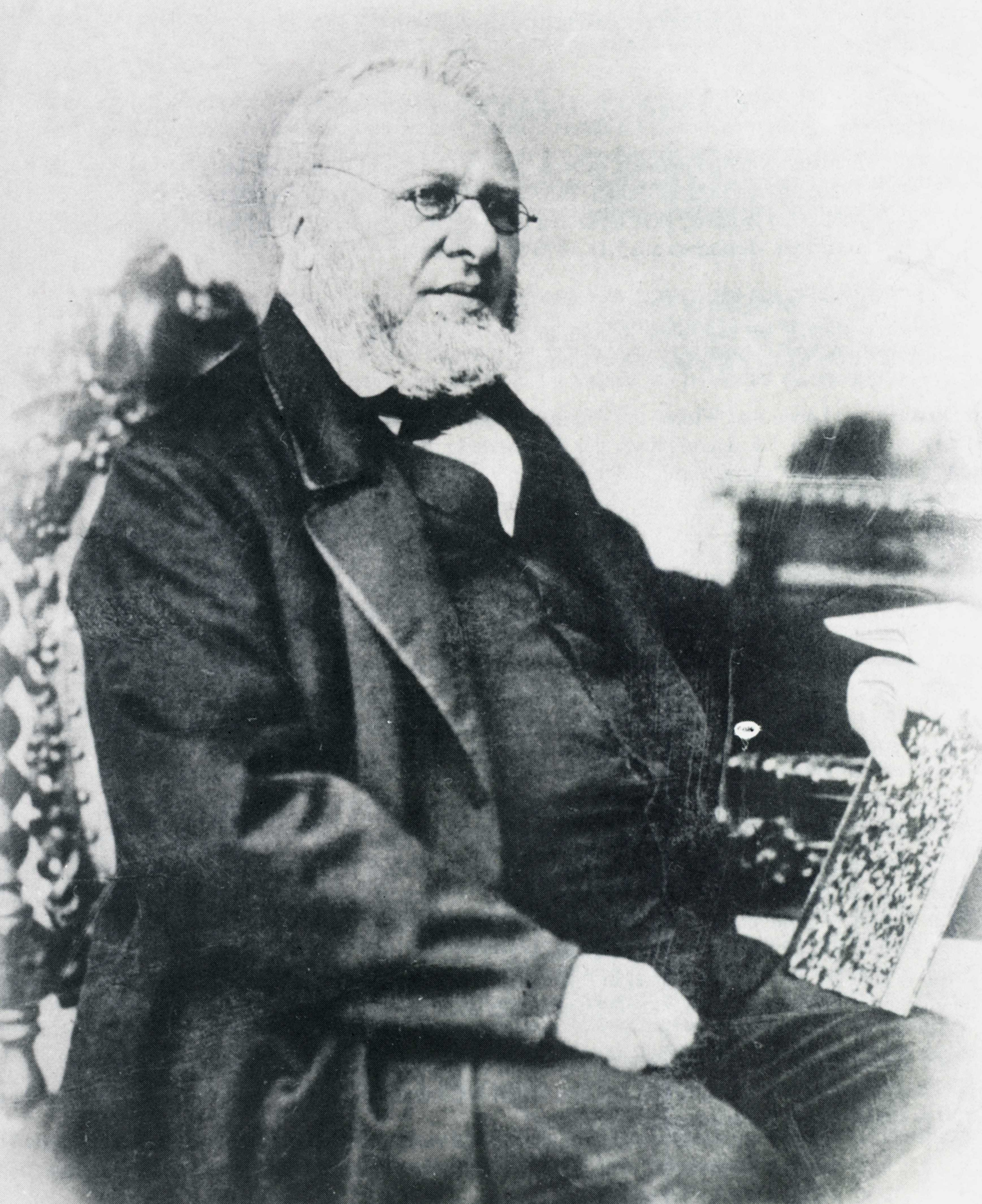
Georg Friedrich Schlatter um 1864

Schlatters Vorfahren stammen aus dem Schweizer Kanton Appenzell. Sein Ururgroßvater Bernhard Schlatter ließ sich zuerst in Frankenthal nieder, floh aber, als die Stadt im Pfälzischen Erbfolgekrieg niedergebrannt wurde, mit seiner Familie nach Weinheim, wo sein Sohn Johann Lorenz Schlatter sich 1701 mit Anna Catherina Göpfinger verheiratete und als Blaufärber arbeitete. Der Großvater Johann Georg Schlatter (1708–1773) und der Vater Johann Georg Schlatter (1742–1813) setzten diese berufliche Tradition fort. Georg Friedrich Schlatter ging aus der zweiten Ehe seines Vaters mit Anna Magdalena Christmann (1756–1825) hervor. Nach dem Tod des Vaters entschloss sich die Mutter das Haus und die Färberwerkstatt zu verkaufen. Georg Friedrich Schlatter besuchte daraufhin das Gymnasium in Heidelberg und studierte von 1818 bis 1820 evangelische Theologie an der Universität Heidelberg.
Im Studium wurde er besonders von Carl Daub geprägt, einem mit Hegel befreundeten spekulativen Theologen. Von Friedrich Heinrich Christian Schwarz, einem eher traditionell-supranaturalistischen Theologen, übernahm er vor allem dessen an Pestalozzi orientierte Pädagogik. Und an Johann Friedrich Abegg, den Schlatter als Mystiker ansah, beeindruckte ihn dessen freie Art, ohne Manuskript zu predigen, die er selbst später üben sollte. Am wenigsten habe ihn die rationalistische Theologie von Heinrich Eberhard Gottlob Paulus überzeugt, wie er in seinen autobiographischen Fragmenten schrieb. Gleich zu Beginn seines Theologiestudium wurde er Mitglied der Alten Heidelberger Burschenschaft, die die Aufspaltung der Studentenschaft in landmannschaftliche Corps zu überwinden suchte und unter den Nachwirkungen der Befreiungskriege eine nationale Einigung der deutschen Stämme anstrebte.

## Schlatters Pfarrstellen
Nach dem Examen, das Schlatter als Zweitbester von elf Kandidaten bestand, wurde er 1820 Vikar in Dallau. bei dem fast gehörlosen Pfarrer Joseph, dessen Tochter Johanna Louise er zwei Jahre später heiratete. 1826 brachte Johanna Louise Schlatter eine Totgeburt zur Welt und starb selbst kurz danach. Schlatter bewarb sich auf mehrere Pfarrstellen und erhielt schließlich 1827 durch die Kirchensektion die Pfarrei Linkenheim am Rhein im Kirchenbezirk Karlsruhe-Land. Bevor er die Stelle antrat, vermählte er sich mit Eva Margaretha Ludwig, der Tochter eines Dallauer Gastwirts und Mitglieds des Kirchengemeinderat.
In Linkenheim geriet er in heftige Auseinandersetzungen mit einem Kreis um den ehemaligen katholischen Priester Aloys Henhöfer, der 1823 zur evangelischen Kirche übergetreten war und eine Erweckungsbewegung ins Leben gerufen hatte. 1827 versetzte die Kirchensektion Henhöfer nach Spöck und Staffort in unmittelbare Nachbarschaft zu Linkenheim. Henhöfer, der eine streng biblizistische Theologie vertrat, kämpfte im sogenannten „badischen Katechismusstreit“ vehement gegen die Einführung eines neuen Landeskatechismus, den er für rationalistisch hielt. Im Auftrag der Kirchensektion verteidigte Schlatter den neuen Katechismus.
1832 erhielt Schlatter die Pfarrei Heddesheim, wo er 1834 zum Bezirksschulvisitator und 1837 nach der gesundheitlich bedingten Demission von Dekan Johann Friedrich Allmang zum „provisorischen“ Verwalter des Dekanats Ladenburg ernannt wurde. Während der 1830er Jahre näherte er sich mit seinen Weinheimer Freunden Friedrich Härter, Adam Philipp Scheuermann und Friedrich Diesbach der liberalen Opposition an, was ihn zunehmend in Konflikte mit kirchlichen und weltlichen Oberbehörden stürzte. Als Folge wurde ihm 1839 sowohl die Bezirksschulvisitatur als auch die Dekanatsverwaltung wieder entzogen. 1843 wurde er von Oberamtmann Christian Bernhard Gockel von Weinheim beschuldigt, sich in die Wahlen zur Zweiten Badischen Kammer „eingemischt“ zu haben. Die von Carl August Baumüller, dem neu ins Amt gekommenen Direktor des Oberkirchenrats, angeordnete Disziplinaruntersuchung konnte zwar die Anschuldigungen nicht wirklich belegen, förderte aber als weitere Strafpunkte das öffentliche Verlesen eines oppositionellen Gedichtes an sowie die Behauptung, Schlatter habe bei Wirtshausbesuchen seine Standespflichten als Geistlicher verletzt. Er wurde daraufhin auf die geringer dotierte Pfarrstelle Mühlbach in der Nähe von Eppingen strafversetzt.
In Mühlbach hielt sich Schlatter mit politischen Äußerungen in der Öffentlichkeit zurück, unterstützte aber die Gründung eines demokratischen Volksvereins. Neben kleineren kirchenpolitischen Aufsätzen arbeitete er an einer Abhandlung über die Verfassung der evangelischen badischen Staatskirche, die im Frühjahr 1848 veröffentlicht wurde.  Im selben Jahr wurde Schlatter zweimal in die Badische Ständeversammlung gewählt, durfte das Mandat aber wegen der Zensusregeln nicht antreten.

## Mitwirkung im Revolutionsparlament
Nach der Flucht des Großherzogs und der Übernahme der Regierung durch die Volksvereine wurde Schlatter in die Konstituierende Badische Landesversammlung gewählt, die er als Alterspräsident eröffnete und an deren Beschlüssen er mitwirkte. Nach der Niederschlagung der Revolution durch preußische Truppen wurde Schlatter in Mühlbach nach einem Gottesdienst am 8. Juli 1849 verhaftet und im Rathausturm zu Karlsruhe und später im Amtsgefängnis Durlach inhaftiert.

## Verurteilung, Haft und Folgen für die Familie
Nach einer mehrmonatigen Untersuchungshaft wurde Schlatter, obwohl er an keinem gewaltsamen Umsturz beteiligt war, wegen Hochverrats zu einer Zuchthausstrafe von zehn Jahren verurteilt, die aufgrund gesetzlicher Bestimmungen in sechs Jahre Einzelhaft umgewandelt wurde, die Schlatter im Neuen Männerzuchthaus Bruchsal verbrachte. Dies bedeutete zugleich die Entlassung aus dem Kirchendienst und die Streichung aller Versorgungsansprüche. Obwohl Schlatter täglich zwölfeinhalb Stunden Litzenschuhe herstellen musste, bot ihm die Einzelhaft die Gelegenheit sich Bücher auszuleihen und zu lesen. Er setzte sich in dieser Zeit intensiv mit dem Thema „Einzelhaft“ auseinander und fertigte sich unzählige Exzerpte zur Schöpfungstheologie sowie zu neuen Theorien und Entdeckungen aus dem Bereich der Naturwissenschaften (Astronomie, Geologie, Paläontologie), der Völkerkunde und der Archäologie an, die er nach seiner Entlassung unter dem Titel „Zuchthausstudien“ in sechs Bänden veröffentlichte.
Da er sich zu Unrecht verurteilt fühlte, weigerte sich Schlatter, ein Gnadengesuch (mit der Verpflichtung zur Emigration) zu stellen. Für die Familie, die bei Freunden in Mühlbach untergekommen war, bedeutete dies, dass sie für ihren Lebensunterhalt weitgehend selbst aufkommen musste; lediglich für die minderjährigen Kinder gewährte das Innenministerium eine jährliche Unterstützung von 160 Gulden. Seine Frau Eva Margaretha hatte ihm zwischen 1827 und 1850 achtzehn Kinder geboren, von denen sechs im Kindesalter verstorben und vier nach Amerika ausgewandert waren. 1853 starb Schlatters zum Haushalt zählende kränkliche Schwester Anna Margaretha, ein Jahr später seine Frau Eva Margaretha. Die älteste Tochter Auguste, die Modistin geworden war, übernahm bis zur Haftentlassung des Vaters die Verantwortung für die jüngeren Geschwister. Der älteste Sohn Eduard arbeitete als Verwalter einer Kartoffelmehlfabrik in Mühlburg bei Karlsruhe.

## Nach der Entlassung aus der Haft
Am 1. Oktober 1855 endete Schlatters Haft aufgrund einer allgemeinen Amnestie. Er zog mit den beiden erwachsenen Töchtern Auguste und Emma und den minderjährigen Kindern nach Mannheim, wo er durch Unterricht in Latein und der Herausgabe mehrerer Büchern seinen Lebensunterhalt zu verdienen suchte. Der Gedichtband „Kerkerblüthen“ wurde konfisziert und brachte ihm sechs Wochen Festungshaft in Rastatt ein. In seinen Schriften setzte er sich für die Emanzipation der Juden ein, wandte sich gegen die wieder eingeführte Todesstrafe und äußerte sich zu zahlreichen theologischen und religiösen Themen. Sein umfangreichstes Werk versuchte zu begründen, dass die Menschheit nicht aus einem einzigen, sondern aus zahlreichen Urpaaren (Polygenismus) entstanden sei. Außerdem sprach er sich für die von den Demokraten favorisierte „kleindeutsche Lösung“ der nationalen Einigung Deutschlands aus.
Bald zeigte sich, dass die steigenden Lebenshaltungskosten durch die geringer werdenden Publikationserträge nicht mehr finanziert werden konnten. Schlatter, dessen Gesundheit infolge der langen Haftzeit stetig abnahm, war mehr und mehr auf staatliche Unterstützung angewiesen, die ab der „Neuen Ära“ (1860) großzügiger gewährt wurde, obwohl ihm eine Pension bis zuletzt versagt wurde. Als alle Kinder aus dem Haus waren, zog Schlatter 1871 nach Weinheim, wo er am 3. November 1875 starb.

## Theologie
Theologisch hat sich Schlatter – ohne ein eigenes Profil zu entwickeln – an der spekulativen Religionstheorie seines akademischen Lehrers Carl Daub und seines Kommilitonen Richard Rothe sowie an der Exegese biblischer Texte (insbesondere der Schöpfungserzählung Gen. 1 u. 2) der „mythischen Schule“ (Wilhelm Martin Leberecht de Wette) orientiert. Darüber hinaus hat er sich die „Gattungschristologie“ von David Friedrich Strauß in der gemäßigten Form der 3. Auflage von dessen 1830 erschienenem „Leben Jesu“ angeeignet. Bis zuletzt bestritt er die normative Geltung von Glaubensbekenntnissen, die für ihn lediglich Ausdruck der zeitbedingten Theologie ihrer Urheber waren.

## Nachwirkung
Während die „Forty-Eighters“ in Amerika dem ehemaligen Mitglied des badischen Revolutionsparlaments ein ehrendes Andenken bewahrten, war Schlatter in Deutschland lange Zeit vergessen. Erst 1999 zum 150-jährigen Gedenken der Revolution erwähnte Margit Fleckenstein, die Synodalpräsidentin der badischen Landeskirche, Schlatter stellvertretend für die „Freunde der Demokratiebewegung 1848/49 innerhalb und außerhalb der Kirche“, die unter ihrem damaligen „verständnislosen, die obrigkeitlichen Repressionen an Härte noch übertreffenden Umgang“ gelitten hatten.

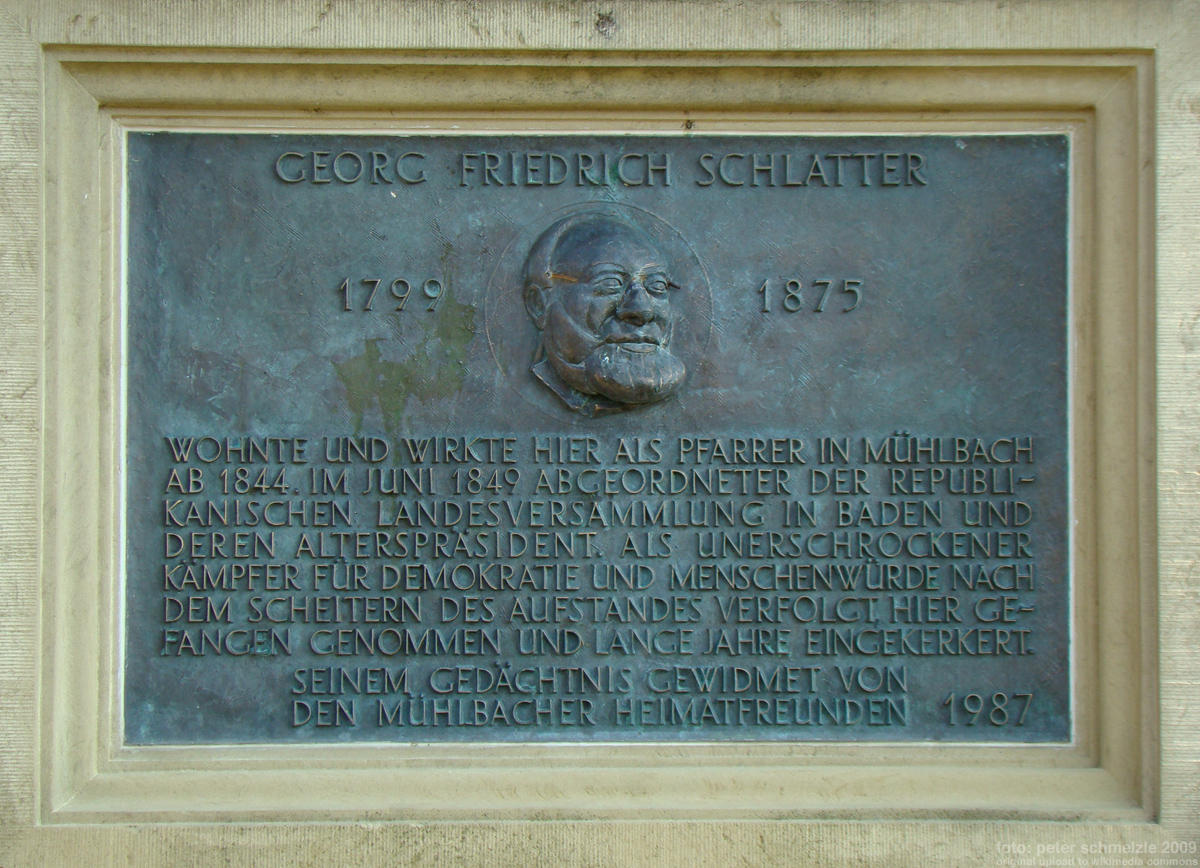
Gedenktafel für Georg Friedrich Schlatter am Pfarrhaus in Eppingen-Mühlbach

Eine Tafel an seinem Geburtshaus in Weinheim und am Evangelischen Pfarrhaus in Mühlbach (Eppingen) erinnert an ihn. In Heddesheim ist der Hauptsaal im evangelischen Gemeindehaus, in Mühlbach und Heddesheim eine Straße nach ihm benannt.

## Werke
- Die preußische Kirchenagende im Verhältniß zu der evangelisch-protestantischen Kirche überhaupt und zu der vereinigten Kirche Badens insbesondere; nebst Beurtheilung der provisorischen Einführung der Agende in der Stadt- und Landdiözese Karlsruhe, Mannheim 1830
- Vertheidigung des Neuen Katechismus der vereinigten Kirche Badens gegen die Angriffe einiger Geistlicher, nebst Beurtheilung der theologischen Glaubensmeinungen derselben, Karlsruhe 1831
- Zwanzig Predigten, als Zeugnisse christlicher Rechtgläubigkeit gegen pietistische Verketzerungen, Karlsruhe 1832
- Pietismus, Mystizismus und Orthodoxismus in ihrer Verwandtschaft und ihrem Unterschiede, Mannheim 1845
- Die Verfassung der evangel.-protestantischen Kirche in Baden, wie sie ist und wie sie seyn soll, Karlsruhe 1848
- Das System der Einzelhaft in besonderer Beziehung auf die neue Strafanstalt in Bruchsal: Stimme eines Gefangenen über Zuchthäuser, Mannheim 1856 online in der Google-Buchsuche
- Kerkerblüthen, Humoristische Gedichte, Mannheim 1856 (1857 konfisziert)
- Zuchthausstudien, die Frucht einer sechsjährigen Einzelhaft, 6 Hefte, Mannheim 1857-1860
- Das Unrecht der Todesstrafe, Erlangen 1857 online Bayerische Staatsbibliothek digital
- Die Emanzipation der Israeliten. Eine Forderung der Gerechtigkeit, Staatsweisheit, Humanität und rettenden Liebe, Mannheim 1858 online bei der Universitätsbibliothek Frankfurt
- Staat, Kirche und Konkordat. Eine politisch-kirchliche Betrachtung, Ulm 1860 online in der Google-Buchsuche
- Die Unwahrscheinlichkeit der Abstammung des Menschengeschlechts von einem gemeinschaftlichen Urpaare: Eine philosophisch-historische Studie, Mannheim 1861
- Daß die staatsrechtliche Existenz der evangelisch-protestantischen Kirche keineswegs von Glaubensbekenntnissen und symbolischen Büchern abhängig sei, 1862